# Jean Maximilien Lamarque
Jean Maximilien Lamarque (Sent Sever, Lanas, Aquitània, 22 de juliol de 1770 - París, 1 de juny de 1832) fou un general i legislador francès, que dugué la seva carrera militar en els exèrcits de la Revolució Francesa i del Primer Imperi Francès i la seva carrera política com a opositor liberal a la Restauració a la Cambra de Diputats.

## Infantesa i educació
Els primers anys de Jean Maximilien Lamarque van transcórrer al si d'una família acomodada, el seu pare Pierre-Joseph Lamarque (1733-1802) era advocat en el Parlament i procurador del rei a Sent Sever.
L'enviaren al col·legi dels Jacobins de Sent Sever, on era prior un dels seus oncles. S'hi va esforçar en els estudis, que feren d'ell un home de vasta cultura, profundament marcat per la influència dels Enciclopedistes, però, sobretot pel pensament i la personalitat de Montesquieu.

## Revolució francesa
El seu pare va ser elegit diputat pel Tercer Estat en els Estats Generals de França el 1789, va fer el jurament del “Jeu de Paume” i va formar part de l'Assemblea Nacional Constitutiva. El març de 1790, Jean Maximilien Lamarque, que comptava 20 anys, va partir de Sent Sever per acompanyar al seu pare a la capital i continuar allà els seus estudis.
A París va assistir als cursos de Jean-Antoine Chaptal, L'Harpe i Champfort i es va interessar per la vida política de la vil·la. Es va enrolar com a simple soldat en l'exèrcit revolucionari i, poc després apareix en les cròniques davant del batalló que va assaltar la catedral de Vabres (Aveyron) i va robar els marbres per tal de construir un monument a la glòria de Jean Paul Marat. A principis de 1793 apareix enrolat en el IV batalló de voluntaris de les Lanes.

## Guerra Gran
Durant la Guerra Gran, combaté dins l'exèrcit dels Pirineus Occidentals amb el granaders de Latour-d'Auvergne, unitat coneguda com la “columna infernal”, un grup de soldats escollits per les seves condicions físiques i la seva valentia. Fou nomenat tinent el 3 d'abril del 1793 i capità el 13 de maig. El 24 de juliol de 1794, sota les ordres del general Fregeville, participà en la captura d'Hondarribia, defensada per 1.700 homes.
El 21 de termidor de l'any II, fou promogut a cap de batalló i destinat a l'exèrcit del Rin. Participà en les batalles d'Engen (3 de maig del 1800), de Messkirch (5 de juny del 1800), d'Hochstaed (19 de juny del 1800) i, finalment, de Hohenlinden (3 de desembre del 1800) on rebé, a petició del general Moreau, el febrer de 1801, les muscleres de general de brigada de les mans de Napoleó Bonaparte.

## Guerres de l'Imperi
Participà més tard en les campanyes de l'exèrcit imperial, distingint-se en particular a Austerlitz on va manar a una brigada del VII cos d'exèrcit del mariscal Augereau.
Va abandonar la Grande Armée per seguir, juntament amb el mariscal Masséna, a Josep Bonaparte a Itàlia. Va participar en el setge de Gaeta i entre l'agost i el desembre de 1806, durant la insurrecció calabresa, va conduir el setge i presa de la fortalesa de Maratea on s'havia fet fort un contingent borbònic.
Una vegada aconseguí Josep Bonaparte el tron de Nàpols, el de desembre de 1807, va nomenar a Jean Maximilien Lamarque el seu cap d'estat major, amb el rang de general de divisió.
El mariscal Murat, Gran Duc de Berg i Clèveris, va succeir a Josep Bonaparte al front del regne de Nàpols. El 5 d'octubre de 1808, Jean Maximilien Lamarque va rebre l'ordre d'arrabassar l'illa de Capri a la guarnició britànica. A causa de la seva configuració natural, l'illa semblava inexpugnable: envoltada per roques tallades a pic i coronades per les defenses enemigues protegides per artilleria. L'única manera de conquerir-la era escalant sota el foc de la guarnició enemiga. Lamarque va emprendre l'escalada al capdavant dels seus homes, prèviament va fer retirar les escales i els vaixells de transport per tal d'eliminar qualsevol possibilitat de replec. D'aquesta manera no els va quedar a les tropes franceses unes altres opció que superar les defenses.
El 1809 el general Lamarque marxà del Regne de Nàpols per unir-se, amb la seva divisió, a l'exèrcit del príncep Eugeni de Beauharnais a la Itàlia del Nord. El 8 de maig de 1809 combaté a la batalla del Piave i més tard a la d'Oberlitz. El 6 de juliol entrà a la vil·la de Laybach, defensada pel mariscal Ignaz Gyulai, fent 5.000 presoners i prenent 65 peces d'artilleria. Després es reuní amb la Grande Armée a Lobau, i participà en les batalles d'Engendorf i Wagram.
El 4 de juny de 1810 rebé el títol de baró de l'Imperi.

## Catalunya
El 1811 Jean Maximilien Lamarque es trobà novament als costat del rei Josep I a Espanya actuant a l'Alta Catalunya. L'any següent va succeir a Baragey d'Hilliers com a cap militar d'aquesta circumscripció. La seva missió principal va ser la de mantenir les comunicacions obertes amb França, defensar l'Empordà, la Cerdanya, Girona i assegurar els combois que menaven l'aprovisionament de Barcelona, bloquejada per mar per la flota britànica.

### 1812
El 8 de febrer de 1812, junt amb el general Maurice Mathieu va vèncer al combat d'Altafulla, el que va permetre als francesos trencar el setge que el bàndol patriòtic i els aliats britànics havien establert al voltant de Tarragona.
Pel setembre, s'oposà a la idea del general Decaen de restablir l'administració civil a Olot, que estava sota un sever règim militar des del moment de l'ocupació.

### 1813
El 23 de febrer de 1813, sortint amb una columna de Girona per anar a Ripoll, va ser derrotat a Vallfogona del Ripollès pel brigadier Porras, refugiant-se a Olot. El 25 de febrer, sortir d'Olot i les seves tropes ocuparen Sant Joan de les Abadesses i, finalment, Ripoll.
El 23 de juny, per tal d'evitar un setge hispano-britànic per terra i mar a Palamós, combaté a Banyoles amb les tropes del baró d'Eroles amb un resultat incert, tots dos bàndols es proclamaren vencedors, però, es retiraren.

#### Batalla de l'Esquirol
El juliol de 1813, el general Decaen va posar en marxa un pla per tal d'encerclar les tropes aliades que s'estaven aplegant a Vic, capital administrativa i militar patriota. Mentre ell s'apropava des de Barcelona pel Vallès, ordenà a Lamarque que s'hi encaminés des d'Olot. El punt de trobada havia d'ésser el poble de L'Esquirol. El 8 de juliol, el general Lamarque, sortí d'Olot conduint una columna de 1.500 francesos i uns tres-cents miquelets, forçant el pas de la Salut, baixant cap a L'Esquirol i avançant-se fins a Roda de Ter.
Lamarque, sense saber que Decaen no havia comparegut i que estava en inferioritat numèrica, va atacar. Els francesos foren detinguts pels tres cossos d'exèrcit dels general Manso i Villamil i el baró d'Eroles, uns 8.000 homes, inclosos els miquelets i un regiment rus tot just arribat. El combat, tanmateix, durà nou hores.

#### Combat de la Salut
El 9 de juliol, replegant-se davant els aliats, va haver de defensar-se a la Salut durant dos dies i, quan els seus homes ja havien esgotat la munició, se'n va sortir mercés a l'arribada d'una columna de reforç manada pel general Beurmann, que arribava des d'Amer. Els imperials provaren un altre cop de trencar les línies enemigues, però, hagueren de desistir enfront de la resistència dels insurrectes.
Deixant palesa al rivalitat entre els generals napoleònics a Catalunya, el general Decaen, que no havia comparegut, posant a Lamarque en perill de ser aniquilat, al·legà que des de Sant Celoni l'hi havia tramès l'ordre de replegar-se novament a Olot; cosa que Lamarque negaria indignat.
Els combats de L'Esquirol i la Salut, de resultat indecís, foren reclamats com una victòria per ambdós bàndols, que adjudicaren al contrari elevades pèrdues humanes.

### 1814
El 13 de febrer de 1814, durant la retirada francesa, partint d'Igualada, va ser encerclat pels hispano-britànics prop de Martorell i es va rendir sense combatre al general britànic Clinton. Al partir de Roses va fer saltar la Ciutadella de Roses.

## La Restauració i els Cent-Dies
Durant la Primera Restauració, el general Lamarque es va sumar, sense gaire entusiasme, a la causa borbònica; tanmateix, fascinat per la personalitat de l'Emperador, el va seguir durant els Cent-Dies. Napoleó li va donar el comandament de París i més tard el d'una divisió a la frontera belga. Quan va esclatar la revolta de la Vendée, que, després de conèixer-se la notícia del retorn de Napoleó de l'illa d'Elba, s'havia aixecat novament, fou l'encarregat de pacificar-la. El general Lamarque, va complir la seva missió, desarmant als insurrectes. Després de la signatura de la pau de Cholet, els nous governants li van proposar servir “sota els seus ordres, com a francès, per impedir qualsevol temptativa de les potències estrangeres de desmembrar França”
La carrera militar del general Lamarque es va aturar amb la caiguda de l'Imperi. Fou proscrit durant la Segona Restauració per un reial decret del 24 de juliol de 1815, es va exiliar a Bèlgica, i només pogué tornar a França després d'un nou reial decret del 20 d'octubre de 1818. El 30 de juny de 1830, va ser jubilat pel govern de Carles X de França i el 21 d'agost de 1830, com a recompensa pels seus darrers serveis, el successor de Carles X, Lluís Felip I, li va concedir la Gran Creu de la Legió d'Honor.

## Lamarque escriptor
Jean Maximilien Lamarque va ser també escriptor i diputat lliberal, opositor del govern de la Restauració.
Durant el seu exili, en primer lloc a Bèlgica i més tard als Països Baixos, es va dedicar a la literatura, traduint els poemes d'Ossian, de James Macpherson, que la seva família va fer publicar més endavant. En el pròleg de la seva traducció, introduïa els costums dels caledonis i la seva literatura; comparant-la amb els escrits de Virgili, Milton, Voltaire i Homer. La traducció d'aquests cinc cants d'Ossian mostra una vasta cultura i un romanticisme encès.
De tornada a França, el general Lamarque, es va apassionar per l'agricultura, adquirint granges, molins i terres, pensant, com ell mateix afirmava, ajudar amb els seus treballs d'agrònom “a humanitzar” el sòl àrid de les Lanes. Fou un bon deixeble dels fisiòcrates, va estudiar un sistema per tal de millorar les explotacions rurals, preconitzant un sistema de rotació dels cultius i donant al cultiu del blat de moro un lloc destacat. El 8 de juliol del 1827 va entrar a formar part de la Societat d'Agricultura de les Lanas.
Al mateix temps, i encara que criticava a la burgesia industrial del seu temps, que menyspreava tot el que no produís riquesa de manera immediata, Jean Maximilien Lamarque va publicar en 1825 un treball sobre “els avantatges d'un canal navegable paral·lel a l'Ador” que permetria comunicar els Pirineus i els territoris que formen l'alta vall del Garona i la conca de l'Ador. No va ser més que una mera especulació intel·lectual, que no va tenir conseqüències pràctiques, però que, tanmateix, va plantejar per primera vegada el problema de l'obertura d'aquelles regions a una àrea comercial més àmplia i fins i tot a l'estranger a través del port de Baiona. Al costat d'aquestes consideracions econòmiques, és possible que aquest treball, guardés relació amb els problemes plantejats al final de la Guerra del Francès, i hi hagués en el seu plantejament consideracions militars i estratègiques.

## Carrera política: de bonapartista a lliberal
Retirat en Sent Sever i sense comandament militar des de 1815, Jean Maximilien Lamarque es va interessar per la política. Des de la seva tornada de l'exili va ser un opositor sistemàtic a la branca principal dels Borbons a la qual acusava d'un pacifisme que degradava a la nació. Va ser sempre fidel a l'Imperi i sempre va veure factible la restauració en la persona del rei de Roma.
A partir de 1820 es va presentar a les eleccions, però va fracassar repetidament, tant en el col·legi electoral de Sent Sever com en el del Mont de Marsan. Va haver d'esperar-se fins al juliol de 1828, després de la mort del marquès del Lió, antic alcalde del Mont de Marsan, per ser escollit, enfrontant-se al baró Poyferré de Cère. El 23 de juny de 1830, després que el 16 de maig el Ministre Polignac dissolgués la Cambra, va ser reelegit pel col·legi electoral de Lo Mont de Marsan, en aquesta ocasió davant del baró d'Haussez.
Es va unir a la “Monarquia de Juliol”, amb la qual esperava veure instal·lar-se un verdader règim liberal, per bé que seguia deplorant un pacifisme que considerava incompatible amb el poder de França. Va continuar seient-se a l'esquerra en la Cambra, encara que pensava que les idees liberals que ell defensava eren l'objectiu tant dels reaccionaris, nostàlgics de l'Antic Règim, com dels extremistes, que anhelaven un nou 1793. És poc probable que els aldarulls que acompanyaren el seu enterrament haguessin tingut l'aprovació de l'home d'ordre que va acabar sent.

## Enterrament i insurrecció republicana
Jean Maximilien Lamarque va morir de còlera l'1 de juny de 1832 i el seu enterrament en el Panteó de París, el 5 de juny, va ser el pretext per a la insurrecció republicana de 1832, que va ser reprimida per l'exèrcit (i que apareix com a rerefons d'una part de “Els miserables” de Victor Hugo). La insurrecció va assolir tal magnitud que Lluís Felip I de França va pensar a abandonar París.